# 萨洛阿
萨洛阿是巴西伯南布哥州的一个市镇。总面积252平方公里，总人口15027人，人口密度59.6人/平方公里。